# Toyger
Il Toyger è una razza di gatto domestico, il risultato dell'incrocio di gatti soriani domestici a pelo corto (a cominciare dagli anni '80) per farli sembrare delle "tigri giocattolo" (in inglese: toy tiger), in quanto il loro manto striato ricorda quello della tigre. La creatrice della razza, Judy Sugden, ha affermato che essa è stata creata per ispirare le persone ad interessarsi alla conservazione delle tigri in natura. È stata riconosciuta come "Registration only" dal The International Cat Association agli inizi degli anni '90, ed ha raggiunto tutti i requisiti per essere accettata come razza da campionato completa nel 2007. Ci sono circa 20 allevatori negli Stati Uniti ed altri 15 nel resto del mondo.

## Storia
La razza cominciò a svilupparsi negli anni '80 quando Judy Sugden, un'allevatrice che cercava di trovare le differenze tra le striature dei gatti tabby, notò delle striature distintive in uno dei suoi gatti. Queste piccole macchie che si trovavano sulle tempie della faccia del gatto (un'area normalmente priva di motivi distinti) provò geneticamente che i motivi della faccia circolare della tigre potevano essere presenti in un gatto domestico. Dopo aver importato un gatto maschio dalle strade dell'India con evidenti macchie che separavano le tipiche linee tabby in cima alla testa, l'obiettivo di sviluppare una tigre-giocattolo cominciò ad essere serio. Circa quaranta gatti domestici provenienti da diversi Paesi sono stati selezionati scrupolosamente negli anni come fondatori, ognuno dei quali portava con sé i rudimenti di uno specifico e desiderabile tratto che poteva poi essere passato alle generazioni future attraverso un allevamento selettivo. Il risultato è stato un aspetto simil-tigre perfezionato per il gatto Toyger, che ha apportato alla razza fama internazionale. Il gatto di razza più famoso è senza dubbio Bittles, un gatto di 7 anni che vive nella Contea di San Bernardino in California.

## Standard di razza

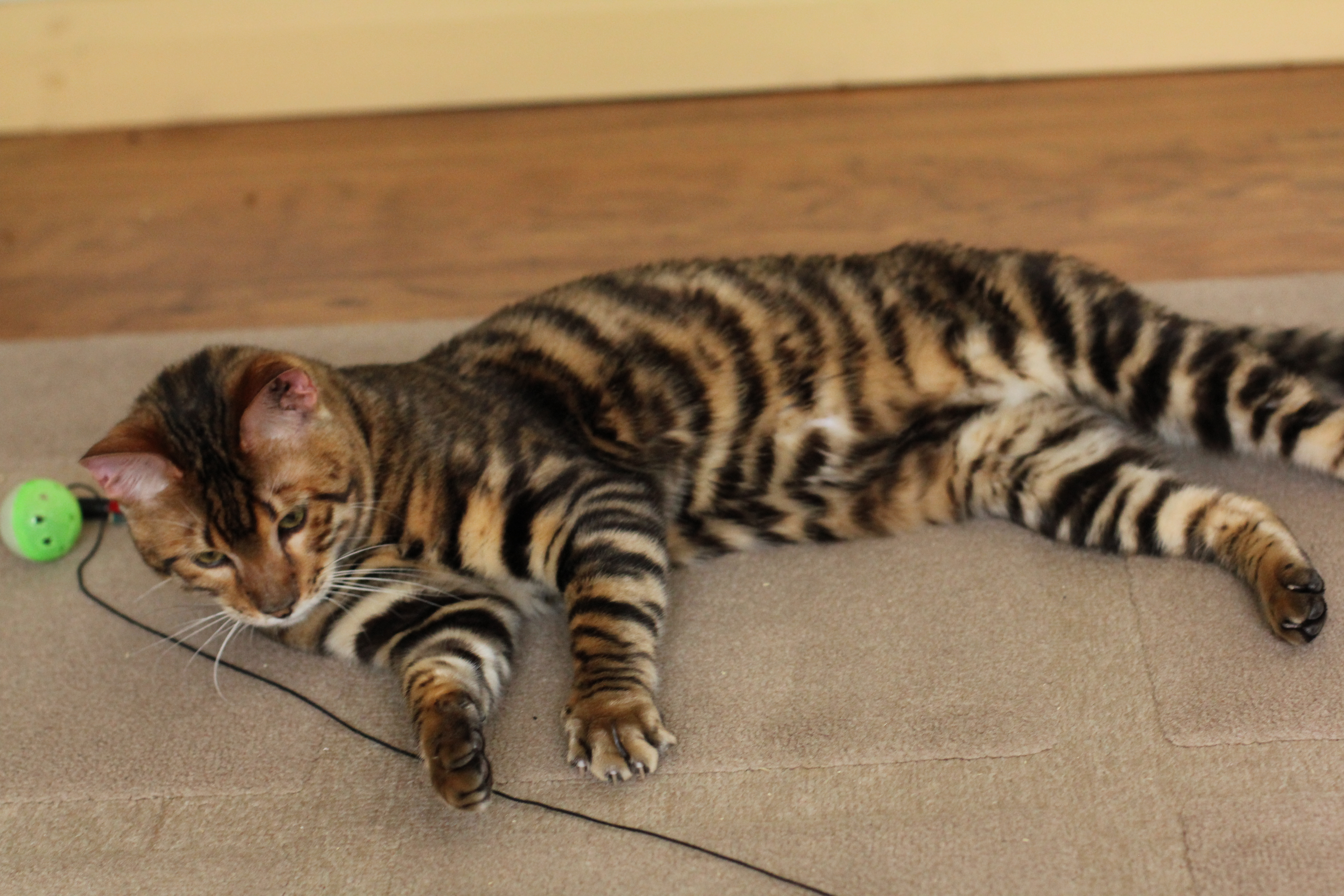
Gatto toyger

Il seguente testo è adattato dallo standard di razza TICA per la razza Toyger:
- Forma della testa: Di medie dimensioni, con un muso dominante, profondo, inclinato e cilindrico su una testa ovale.
- Orecchie: Piccole e tonde. Larga attaccatura sulla parte posteriore della testa e orientate su una linea di 45 gradi in direzione del centro degli occhi. Sono preferite con pelo corto ma fitto. Le orecchie a mo' di lince sono da evitare.
- Occhi: Medi, circolari con una leggera incappucciatura della parte superiore. Distanti l'uno dall'altro, incavati nella testa, e con una leggera inclinazione verso la base delle orecchie. È preferito un colore ricco e profondo.
- Muso: Ben definito, lungo, ampio e profondo con contorni muscolari arrotondati. La vista dell'intera faccia ricorda la forma di un cuore rovesciato. La linea frontale del muso è inclinata in avanti a produrre una vista più frontale della pelle del naso, bocca e mento in confronto alla maggior parte dei piccoli felini.
- Naso: Muscoloso, lungo, ampio e tondo. Si allarga verso la fine almeno quanto è largo lo spazio tra gli occhi.
- Busto: Medio, lungo e muscoloso con contorni tondi. Forte e robusto ma non bloccato.
- Zampe: Di media lunghezza così che lo spazio tra il suolo e il corpo sia grossomodo uguale alla profondità del busto.
- Coda: Molto lunga e non larga. Si assottiglia leggermente verso la punta tonda. Il pelo è fitto e corto.
- Muscolatura: Molto muscoloso e dall'aspetto atletico, specialmente nei giovani maschi.
- Lunghezza del pelo: Il pelo è uniformemente corto. Potrebbe essere più lungo su tempie, guance e collo.

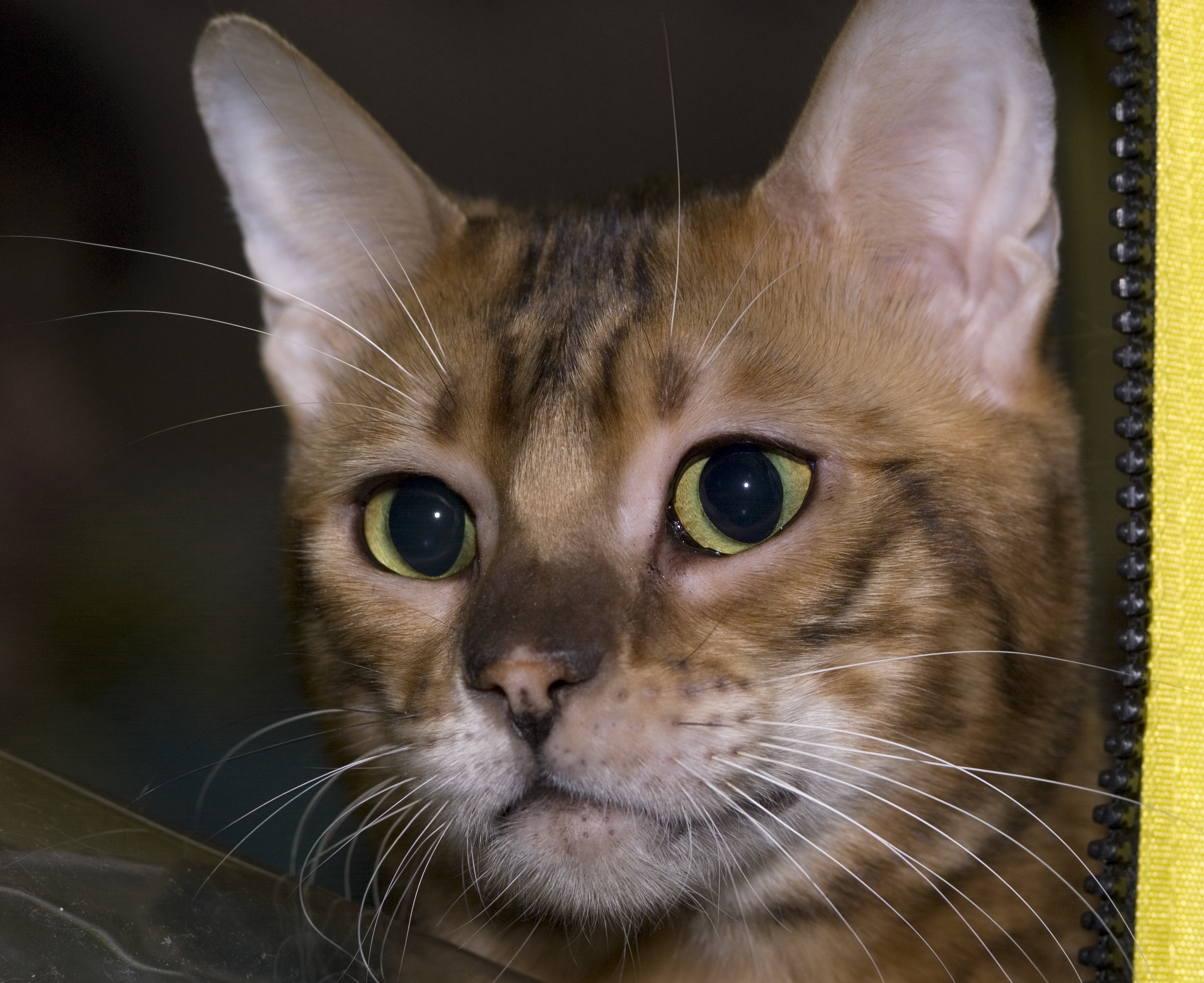
Muso del Toyger

- Colore: È preferito un colore di sfondo zucca brillante con striature molto scure. Le striature devono andare dal nero al marrone (talvolta anche chiaro). La base bianca della pancia deve essere più uniforme possibile.
- Striature: Tabby. Il contrasto tra le striature ed il colore di sfondo deve essere netto, estremamente distinto, che doni un motivo pulito e acutamente delimitato.
Le striature del corpo devono essere allineate verticalmente con striature che circolari su collo, gambe e coda. Si preferiscono le strisce larghe, intrecciate e non uniformi. La pancia e l'interno delle gambe devono essere striate. I cuscinetti delle zampe e la punta della coda devono essere neri.
Le strisce facciali devono essere circolarmente allineate attorno alla faccia. Le striature tipiche dei tabby che si allontanano radialmente attorno alla faccia sono indesiderate. Dei segni a forma di pollice di colore variabile da marrone a bianco sono particolarmente apprezzati. Il make-up naturale è importante: gli occhi devono avere 'mascara' nero ed occhiali bianchi. Molto desiderata è la bocca con contorno nero.

## Temperamento
Pur avendo l’aspetto di una tigre in miniatura è un gatto affettuosissimo e perfettamente domestico e soprattutto non possiede né i denti, né gli artigli del suo feroce cugino. È meglio tenerli in casa, perché l’originalità del loro pelo li rende particolarmente soggetti a furti. Amano cacciare per cui, per evitare spiacevoli sorprese, è meglio non tenere altri piccoli animali in casa, come uccellini o criceti. Sono molto intelligenti e possono convivere pacificamente con bambini e anche con i cani, sono anche molto socievoli con gli estranei.